# Kostel svatého Jakuba Většího (Světlík)
Kostel svatého Jakuba Většího ve Světlíku, okres Český Krumlov, je farní kostel římskokatolické farnosti Světlík a součást kulturní památky České republiky s názvem „Kostel sv. Jakuba Většího s farou a výklenková kaple sv. Jana Nepomuckého“.

## Historie
Kostel pochází z poloviny 13. století. V roce 1423 (za husitských válek) byl poškozen, v roce 1663 byl rozšířen a v letech 1872 až 1874 byl upraven v neorománském slohu. V letech 1991–1998 byla provedena úplná rekonstrukce. Dne 25. července 1999 byly vysvěceny dva nové zvony o hmotnostech 200 a 400 kg, které byly odlity ve zvonařství Rudolfa Pernera v Pasově.
Přilehlá budova fary, která je součástí této kulturní památky, pochází z 18. století.

## Popis kostela
Kostel má jednu chrámovou loď; závěr lodi je trojboce uzavřen. K závěru lodi jsou přistaveny opěráky. Dolní část kostelní věže pochází z 13. století; horní část věže je osmiboká. V kněžišti jsou dva náhrobníky, a to z roku 1570 a z roku 1577. Varhany pocházejí z konce 19. století.